# Sokyrjany
Sokyrjany (in ucraino Сокиряни?; in romeno Secureni; in russo Сокиряны?, Sokirjany) è una città ucraina (8 547 abitanti) nel distretto del Dnestr, nell'oblast' di Černivci. Ospita l'amministrazione della comunità territoriale di Sokyrjany, una delle comunità territoriali dell'Ucraina.
Fino al 18 luglio 2020 Sokyrjany è stata il centro amministrativo del distretto di Sokyrjany, abolito come parte della riforma amministrativa dell'Ucraina, che ha ridotto a tre il numero dei distretti dell'oblast' di Černivci. L'area del distretto di Sokyrjany è stata fusa nel distretto del Dnestr.
Sokyrjany è menzionata per la prima volta in fonti scritte nel 1666.